# Katharinenrieth
Katharinenrieth ist ein Ortsteil der Stadt Allstedt im Landkreis Mansfeld-Südharz in Sachsen-Anhalt.

## Geografie
Katharinenrieth liegt zwischen Sangerhausen und Querfurt an der Helme.

## Geschichte
Die erste urkundliche Erwähnung erfolgte im Jahr 1184.
Mehr als 16 Jahre lang vom 1. April 1974 bis zum 5. Mai 1990 gehörte Katharinenrieth zur Gemeinde Allstedt.
Am 1. Januar 2010 wurde die bis dahin wieder selbstständige Gemeinde Katharinenrieth zusammen mit den Gemeinden Beyernaumburg, Emseloh, Holdenstedt, Liedersdorf, Mittelhausen, Niederröblingen (Helme), Nienstedt, Pölsfeld, Sotterhausen und Wolferstedt in die Stadt Allstedt eingemeindet.

## Wirtschaft und Infrastruktur

### Verkehr
Westlich von Katharinenrieth verläuft die Bundesstraße 86, Sangerhausen nach Weißensee. Die Autobahn A 38 die von Halle (Saale) nach Göttingen führt, liegt nördlich vom Katharinenrieth.